# Imbrasia chevalia
Imbrasia chevalia is een vlinder uit de familie van de nachtpauwogen (Saturniidae). De wetenschappelijke naam van de soort is, als Nudaurelia chevalia, voor het eerst geldig gepubliceerd in 1933 door Stoneham.